# Олімпік (Сараєво)
«Олімпік» (Сараєво) (босн. Olimpic Sarajevo) — футбольний клуб з Боснії та Герцеговини, базується в місті Сараєво, клуб був заснований у жовтні 1993 року групою ентузіастів і останнім часом грає в Прем'єр-лізі Боснії та Герцеговини.
Клуб приймає гостей на стадіоні «Отока», що вміщає 5000 глядачів.

## Досягнення
- Володар кубка Боснії і Герцеговини: 2015
- Перша ліга Федерації Боснії і Герцеговини (II): 2009
- Друга ліга Боснії і Герцеговини — Південь (III): 1997
- Асім Ферхатович-Hase Memorial Cup: 1993